# Natasha Hernándezová
Natasha (Natacha) Hernández, (* 19. dubna 1966 Caracas, Venezuela) je bývalá reprezentantka Venezuely v judu.

## Sportovní kariéra
S judem začala 7 letech v rodném městě pod vedením Masatoši Satóa. Již ve 12 letech byla členkou seniorské reprezentace. Připravovala se pod vedením Ricarda Lópeze a Hadžime Kuda. Její nejoblíbenější technikou bylo kouči-gari. V roce 1984 se stala první Jihoamerickou mistryní světa v judu.

## Výsledky
| Turnaj                  | 1980       | 1981       | 1982       | 1983       | 1984             | 1985             | 1986             | 1987             |
| Turnaj                  | 14         | 15         | 16         | 17         | 18               | 19               | 20               | 21               |
| Turnaj                  | lehká váha | lehká váha | lehká váha | lehká váha | polostřední váha | polostřední váha | polostřední váha | polostřední váha |
| ----------------------- | ---------- | ---------- | ---------- | ---------- | ---------------- | ---------------- | ---------------- | ---------------- |
| Mistrovství světa       | —          |            | 5.         |            | 1.               |                  | —                | —                |
| Panamerické hry         |            |            |            | 2.         |                  |                  |                  | 2.               |
| Panamerické mistrovství | 2.         |            | 1.         |            | 1.               | —                | 1.               |                  |